# دوال زائدية

شعاع مار بنقطة الأصل ويقطع القطع الزائد في النقاط, حيث تكون المساحة بين الشعاع، وانعكاسه بالنسبة للمحور ، والقطع الزائد

صورة متحركة للدوال المثلثية (الدائرية) والدوال الزائدية. باللون الأحمر، منحنى معادلته x² + y² = 1 (دائرة الوحدة)، وبالأزرق x² - y² = 1 (القطع الزائد)، مع النقاط (cos(θ),sin(θ)) و (1,tan(θ)) باللون الأحمر و (cosh(θ),sinh(θ)) و (1,tanh(θ)) باللون الأزرق.

تمثيل الدوال الزائدية على القطع الزائد الذي معادلته x²-y²=1

الدوال الزائدية أو الدوال الزائدة أو الدوال الهُذْلولية  (بالإنجليزية: Hyperbolic functions)‏ في الرياضيات هي تلك الدوال المماثلة للدوال المثلثية (أو الدائرية)، لكنها معرفة بواسطة القطع الزائد بدلاً من الدائرة: تمامًا كما تشكل النقاط (cos t , sin t) دائرة ذات نصف قطر يساوي الواحد، تشكل النقاط (cosh t , sinh t) النصف الأيمن من القطع الزائد.
تظهر الدوال الزائدية في حلول العديد من المعادلات التفاضلية الخطية (على سبيل المثال، المعادلة التي تحدد سلسلي)، وبعض المعادلات التكعيبية، في حسابات الزوايا والمسافات في الهندسة الزائدية، ومعادلة لابلاس في الإحداثيات الديكارتية.  تعتبر معادلات لابلاس مهمة في العديد من مجالات الفيزياء، بما في ذلك النظرية الكهرومغناطيسية، ونقل الحرارة، وجريان الموائع، والنسبية الخاصة.
تشكل الدوال الآتية الأساس في الدوال الزائدية:
- الجيب الزائدي ويُرمز لها بـ sinh أو sh
- جيب التمام الزائدي ويُرمز لها بـ cosh أو ch

والدوال المشتقة منهما هن:
- الظل الزائدي ويُرمز لها بـ tanh أو th
- ظل التمام الزائدي ويُرمز لها بـ coth
- القاطع الزائدي ويُرمز لها بـ sech
- قاطع التمام الزائدي ويُرمز لها بـ csch

كما يوجد لهذه الدوال معكوس كما في المثلثية:
- معكوس الجيب الزائدي ويُرمز لها بـ arsinh أو argsh
- معكوس جيب التمام الزائدي ويُرمز لها بـ arcosh أو argch
- ... وهكذا.

تأخذ الدوال الزائدية مدخل حقيقي يسمى الزاوية الزائدية. مقدار الزاوية الزائدية ضعف مساحة قطاعها الزائدي. يمكن تعريف الدوال الزائدية بدلالة ساقي المثلث القائم الذي يغطي هذا القطاع.
في التحليل المركب، تنشأ الدوال الزائدية كأجزاء تخيلية لدالتي الجيب وجيب التمام. الجيب الزائدي وجيب التمام الزائدي دوال كاملة. ونتيجة لذلك، فإن الدوال الزائدية الأخرى دوال جزئية الشكل في المستوي المركب بأكمله.
حسب مبرهنة ليندمان-فايرشتراس، للدوال الزائدية قيمة متسامية لكل قيمة جبرية غير صفرية للمدخل.
أُدخلت الدوال الزائدية في ستينيات القرن الثامن عشر بشكل مستقل من قبل فينتشنزو ريكاتي ويوهان هاينغيش لامبرت. استخدم ريكاتي الترميزات: Sc. و Cc. (sinus/cosinus circulare) للإشارة إلى الدوال الدائرية (المثلثية) و Sh. و Ch. (sinus/cosinus hyperbolico) للإشارة إلى الدوال الزائدية. اعتمد لامبرت الأسماء لكنه غير الاختصارات إلى تلك المستخدمة اليوم. تستخدم حاليًا الاختصارات sh و ch و th و cth بناءً على التفضيل الشخصي.

## سبب التسمية
تعود تسميتها بالزائدية لأنها دوال مشتقة من دالة القطع الزائد ولأن لها خواص شبيهة جدا بالدوال المثلثية كما سيتبين لاحقا.
كما نعلم من الدائرة، تمثل النقاط {\displaystyle \cos(t),\sin(t)\,} دائرة الوحدة (نصف قطرها = 1)، بالمثل فإن النقاط {\displaystyle \cosh(t),\sinh(t)\,} تشكل النصف الأيمن من القطع الزائد.
تأخذ الدوال الزائدية قيما حقيقية إذا كانت وسائطها حقيقية الزاوية الزائدية. في التحليل المركب، هي ببساطة دوال نسبية أسية. تم تقديم هذه الدوال من قبل الرياضي السويسري جوهان هنرك لامبرت.

## تعريفات
هناك طرق متكافئة مختلفة لتعريف الدوال الزائدية.

### بدلالة الدوال الأسية
الدوال الزائدية هي:
- الجيب الزائدي:

{\displaystyle \sinh x={\frac {e^{x}-e^{-x}}{2}}={\frac {e^{2x}-1}{2e^{x}}}={\frac {1-e^{-2x}}{2e^{-x}}}}
- جيب التمام الزائدي:

{\displaystyle \cosh x={\frac {e^{x}+e^{-x}}{2}}={\frac {e^{2x}+1}{2e^{x}}}={\frac {1+e^{-2x}}{2e^{-x}}}}
- الظل الزائدي:

{\displaystyle \tanh x={\frac {\sinh x}{\cosh x}}={\frac {\frac {e^{x}-e^{-x}}{2}}{\frac {e^{x}+e^{-x}}{2}}}={\frac {e^{x}-e^{-x}}{e^{x}+e^{-x}}}={\frac {e^{2x}-1}{e^{2x}+1}}}
- ظل التمام الزائدي:

{\displaystyle \coth x={\frac {\cosh x}{\sinh x}}={\frac {\frac {e^{x}+e^{-x}}{2}}{\frac {e^{x}-e^{-x}}{2}}}={\frac {e^{x}+e^{-x}}{e^{x}-e^{-x}}}={\frac {e^{2x}+1}{e^{2x}-1}}}
- القاطع الزائدي:

{\displaystyle \operatorname {sech} x={\frac {1}{\cosh x}}={\frac {2}{e^{x}+e^{-x}}}}
- قاطع التمام الزائدي:

{\displaystyle \operatorname {csch} x={\frac {1}{\sinh x}}={\frac {2}{e^{x}-e^{-x}}}}

بيانات الدوال الزائدية الست

يمكن وضع الدوال الزائدية بالصور المعقدة كما في صيغة أويلر.
لاحظ أنه من التعريف, {\displaystyle {\rm {sinh}}^{2}x\,} تعني {\displaystyle ({\rm {sinh}}x)^{2}\,}, ليس {\displaystyle {\rm {sinh}}({\rm {sinh}}x)\,}; وبالمثل للدوال الزائدية الأخرى والأسات الموجبة.

### بواسطة المعادلات الفاضلية
يمكن تعريف الدوال الزائدية حلولًا للمعادلات التفاضلية: دالتي الجيب وجيب التمام الزائديتان هما الحلان الوحيدتان (s, c) للجملة:
{\displaystyle {\begin{aligned}c'(x)&=s(x)\\s'(x)&=c(x)\end{aligned}}}
بحيث s(0) = 0 و c(0) = 1.
وهما أيضًا حلان وحيدان للمعادلة f ″(x) = f (x),
بحيث f (0) = 1, f ′(0) = 0 بالنسبة لجيب التمام الزائدي، و f (0) = 0, f ′(0) = 1 بالنسبة للجيب الزائدي.
الظل الزائدي هو حل لمعادلة غير خطية لمسألة القيمة الحدية:
{\displaystyle {\frac {1}{2}}f''=f^{3}-f\qquad ;\qquad f(0)=f'(\infty )=0}

### بواسطة الدوال المثلثية لعدد مركب
يمكن استنتاج الدوال الزائدية من الدوال المثلثية لعدد مركب:
- الجيب الزائدي:

{\displaystyle \sinh x=-i\sin(ix)}
- جيب التمام الزائدي:

{\displaystyle \cosh x=\cos(ix)}
- الظل الزائدي:

{\displaystyle \tanh x=-i\tan(ix)}
- ظل التمام الزائدي:

{\displaystyle \coth x=i\cot(ix)}
- القاطع الزائدي:

{\displaystyle \operatorname {sech} x=\sec(ix)}
- قاطع التمام الزائدي:

{\displaystyle \operatorname {csch} x=i\csc(ix)}
حيث i وحدة تخيلية معرفة بأنها i2 = −1.
ترتبط التعريفات المذكورة أعلاه بالتعريفات الأسية عبر صيغة أويلر.

### تعريف بواسطة التكامل
يمكن إظهار أن مساحة المنطقة الواقعة تحت منحنى جيب التمام الزائدي خلال فترة محدودة تساوي دائمًا طول القوس المقابل لتلك الفترة:
{\displaystyle {\text{area}}=\int _{a}^{b}\cosh x\,dx=\int _{a}^{b}{\sqrt {1+\left({\frac {d}{dx}}\cosh x\right)^{2}}}\,dx={\text{arc length.}}}

## متطابقات
في الحقيقة يمكن التحويل بين المتطابقات المثلثية والمتطابقات الزائدية باستعمال قاعدة أوسبورن التي تنص على هذه الإمكانية عن طريق نشر المتطابقة كليا في حدود قوى تكاملات للجيب وجيب التمام، وبتغيير sin إلى sinh و cos إلى cosh، وتبديل الإشارة لكل حد يحوي مضروب من 2، 6، 10، 14،... جيب زائدي.
الدوال الزوجية والفردية:
{\displaystyle {\begin{aligned}\sinh(-x)&=-\sinh x\\\cosh(-x)&=\cosh x\end{aligned}}}
ومنهم:
{\displaystyle {\begin{aligned}\tanh(-x)&=-\tanh x\\\coth(-x)&=-\coth x\\\operatorname {sech} (-x)&=\operatorname {sech} x\\\operatorname {csch} (-x)&=-\operatorname {csch} x\end{aligned}}}
وبالتالي، cosh x و sech x هي دوال زوجية؛ بينما الدوال الأخرى هي دوال فردية.
تلبي دالتا جيب وجيب التمام الزائديان:
{\displaystyle {\begin{aligned}\cosh x+\sinh x&=e^{x}\\\cosh x-\sinh x&=e^{-x}\\\cosh ^{2}x-\sinh ^{2}x&=1\end{aligned}}}
تشبه الأخيرة متطابقة فيثاغورس المثلثية.
لدينا أيضا:
{\displaystyle {\begin{aligned}\operatorname {sech} ^{2}x&=1-\tanh ^{2}x\\\operatorname {csch} ^{2}x&=\coth ^{2}x-1\end{aligned}}}
بالنسبة إلى الدوال الأخرى.

### صيغ الجمع
{\displaystyle {\begin{aligned}\sinh(x+y)&=\sinh x\cosh y+\cosh x\sinh y\\\cosh(x+y)&=\cosh x\cosh y+\sinh x\sinh y\\[6px]\tanh(x+y)&={\frac {\tanh x+\tanh y}{1+\tanh x\tanh y}}\\\end{aligned}}}
لدينا أيضا:
{\displaystyle {\begin{aligned}\sinh x+\sinh y&=2\sinh \left({\frac {x+y}{2}}\right)\cosh \left({\frac {x-y}{2}}\right)\\\cosh x+\cosh y&=2\cosh \left({\frac {x+y}{2}}\right)\cosh \left({\frac {x-y}{2}}\right)\\\end{aligned}}}

### صيغ ضعف الزاوية
{\displaystyle {\begin{aligned}\cosh(2x)&=\sinh ^{2}{x}+\cosh ^{2}{x}=2\sinh ^{2}x+1=2\cosh ^{2}x-1\\\sinh(2x)&=2\sinh x\cosh x\\\tanh(2x)&={\frac {2\tanh x}{1+\tanh ^{2}x}}\\\end{aligned}}}

### صيغ الطرح
{\displaystyle {\begin{aligned}\sinh(x-y)&=\sinh x\cosh y-\cosh x\sinh y\\\cosh(x-y)&=\cosh x\cosh y-\sinh x\sinh y\\\tanh(x-y)&={\frac {\tanh x-\tanh y}{1-\tanh x\tanh y}}\\\end{aligned}}}
أيضا:
{\displaystyle {\begin{aligned}\sinh x-\sinh y&=2\cosh \left({\frac {x+y}{2}}\right)\sinh \left({\frac {x-y}{2}}\right)\\\cosh x-\cosh y&=2\sinh \left({\frac {x+y}{2}}\right)\sinh \left({\frac {x-y}{2}}\right)\\\end{aligned}}}

### صيغ نصف الزاوية
{\displaystyle {\begin{aligned}\sinh \left({\frac {x}{2}}\right)&={\frac {\sinh(x)}{\sqrt {2(\cosh x+1)}}}&&=\operatorname {sgn} x\,{\sqrt {\frac {\cosh x-1}{2}}}\\[6px]\cosh \left({\frac {x}{2}}\right)&={\sqrt {\frac {\cosh x+1}{2}}}\\[6px]\tanh \left({\frac {x}{2}}\right)&={\frac {\sinh x}{\cosh x+1}}&&=\operatorname {sgn} x\,{\sqrt {\frac {\cosh x-1}{\cosh x+1}}}={\frac {e^{x}-1}{e^{x}+1}}\end{aligned}}}
حيث sgn هي دالة الإشارة.
إذا كان x ≠ 0، فإن:
{\displaystyle \tanh \left({\frac {x}{2}}\right)={\frac {\cosh x-1}{\sinh x}}=\coth x-\operatorname {csch} x}

## الدوال العكسية في صور لوغاريتمية
{\displaystyle \operatorname {arsinh} x=\ln \left(x+{\sqrt {x^{2}+1}}\right)}
{\displaystyle \operatorname {arcosh} x=\ln \left(x+{\sqrt {x^{2}-1}}\right);x\geq 1}
{\displaystyle \operatorname {artanh} x={\frac {1}{2}}\ln {\frac {1+x}{1-x}};\left|x\right|<1}
{\displaystyle \operatorname {arsech} x=\ln {\frac {1+{\sqrt {1-x^{2}}}}{x}};0<x\leq 1}
{\displaystyle \operatorname {arcsch} x=\ln \left({\frac {1}{x}}+{\frac {\sqrt {1+x^{2}}}{\left|x\right|}}\right)}
{\displaystyle \operatorname {arcoth} x={\frac {1}{2}}\ln {\frac {x+1}{x-1}};\left|x\right|>1}

## المشتقات
{\displaystyle {\frac {d}{dx}}\sinh(x)=\cosh(x)\,}
{\displaystyle {\frac {d}{dx}}\cosh(x)=\sinh(x)\,}
{\displaystyle {\frac {d}{dx}}\tanh(x)=1-\tanh ^{2}(x)={\hbox{sech}}^{2}(x)=1/\cosh ^{2}(x)\,}
{\displaystyle {\frac {d}{dx}}\coth(x)=1-\coth ^{2}(x)=-{\hbox{csch}}^{2}(x)=-1/\sinh ^{2}(x)\,}
{\displaystyle {\frac {d}{dx}}\ \operatorname {csch} (x)=-\coth(x)\ \operatorname {csch} (x)\,}
{\displaystyle {\frac {d}{dx}}\ \operatorname {sech} (x)=-\tanh(x)\ \operatorname {sech} (x)\,}
{\displaystyle {\frac {d}{dx}}\left(\sinh ^{-1}x\right)={\frac {1}{\sqrt {x^{2}+1}}}}
{\displaystyle {\frac {d}{dx}}\left(\cosh ^{-1}x\right)={\frac {1}{\sqrt {x^{2}-1}}}}
{\displaystyle {\frac {d}{dx}}\left(\tanh ^{-1}x\right)={\frac {1}{1-x^{2}}}}
{\displaystyle {\frac {d}{dx}}\left(\operatorname {csch} ^{-1}x\right)=-{\frac {1}{\left|x\right|{\sqrt {1+x^{2}}}}}}
{\displaystyle {\frac {d}{dx}}\left(\operatorname {sech} ^{-1}x\right)=-{\frac {1}{x{\sqrt {1-x^{2}}}}}}
{\displaystyle {\frac {d}{dx}}\left(\coth ^{-1}x\right)={\frac {1}{1-x^{2}}}}

## تكاملات قياسية
{\displaystyle \int \sinh ax\,dx={\frac {1}{a}}\cosh ax+C}
{\displaystyle \int \cosh ax\,dx={\frac {1}{a}}\sinh ax+C}
{\displaystyle \int \tanh ax\,dx={\frac {1}{a}}\ln(\cosh ax)+C}
{\displaystyle \int \coth ax\,dx={\frac {1}{a}}\ln(\sinh ax)+C}
{\displaystyle \int \operatorname {sech} \,x\,dx=\arctan \,(\sinh x)+C}
{\displaystyle \int \operatorname {csch} \,x\,dx=\ln \left|\tanh {x \over 2}\right|+C,{\text{ for }}x\neq 0}
{\displaystyle \int {\frac {du}{\sqrt {a^{2}+u^{2}}}}=\sinh ^{-1}\left({\frac {u}{a}}\right)+C}
{\displaystyle \int {\frac {du}{\sqrt {u^{2}-a^{2}}}}=\cosh ^{-1}\left({\frac {u}{a}}\right)+C}
{\displaystyle \int {\frac {du}{a^{2}-u^{2}}}={\frac {1}{a}}\tanh ^{-1}\left({\frac {u}{a}}\right)+C;u^{2}<a^{2}}
{\displaystyle \int {\frac {du}{a^{2}-u^{2}}}={\frac {1}{a}}\coth ^{-1}\left({\frac {u}{a}}\right)+C;u^{2}>a^{2}}
{\displaystyle \int {\frac {du}{u{\sqrt {a^{2}-u^{2}}}}}=-{\frac {1}{a}}\operatorname {sech} ^{-1}\left({\frac {u}{a}}\right)+C}
{\displaystyle \int {\frac {du}{u{\sqrt {a^{2}+u^{2}}}}}=-{\frac {1}{a}}\operatorname {csch} ^{-1}\left|{\frac {u}{a}}\right|+C}
في التعابير السابقة، يدعى C بثابت التكامل.

## تعابير متسلسلات تايلور
من الممكن نشر التعابير السابقة في صورة متسلسلة تايلور:
{\displaystyle \sinh x=x+{\frac {x^{3}}{3!}}+{\frac {x^{5}}{5!}}+{\frac {x^{7}}{7!}}+\cdots =\sum _{n=0}^{\infty }{\frac {x^{2n+1}}{(2n+1)!}}}
{\displaystyle \cosh x=1+{\frac {x^{2}}{2!}}+{\frac {x^{4}}{4!}}+{\frac {x^{6}}{6!}}+\cdots =\sum _{n=0}^{\infty }{\frac {x^{2n}}{(2n)!}}}
{\displaystyle \tanh x=x-{\frac {x^{3}}{3}}+{\frac {2x^{5}}{15}}-{\frac {17x^{7}}{315}}+\cdots =\sum _{n=1}^{\infty }{\frac {2^{2n}(2^{2n}-1)B_{2n}x^{2n-1}}{(2n)!}},\left|x\right|<{\frac {\pi }{2}}}
{\displaystyle \coth x={\frac {1}{x}}+{\frac {x}{3}}-{\frac {x^{3}}{45}}+{\frac {2x^{5}}{945}}+\cdots ={\frac {1}{x}}+\sum _{n=1}^{\infty }{\frac {2^{2n}B_{2n}x^{2n-1}}{(2n)!}},0<\left|x\right|<\pi } (متسلسلة لوران)
{\displaystyle \operatorname {sech} \,x=1-{\frac {x^{2}}{2}}+{\frac {5x^{4}}{24}}-{\frac {61x^{6}}{720}}+\cdots =\sum _{n=0}^{\infty }{\frac {E_{2n}x^{2n}}{(2n)!}},\left|x\right|<{\frac {\pi }{2}}}
{\displaystyle \operatorname {csch} \,x=x^{-1}-{\frac {x}{6}}+{\frac {7x^{3}}{360}}-{\frac {31x^{5}}{15120}}+\cdots =x^{-1}+\sum _{n=1}^{\infty }{\frac {2(1-2^{2n-1})B_{2n}x^{2n-1}}{(2n)!}},0<\left|x\right|<\pi } (متسلسلة لوران)
حيث
{\displaystyle B_{n}\,} هي عدد بيرنولي رقم n
{\displaystyle E_{n}\,} هي عدد أويلر رقم n

## المقارنة مع الدوال المثلثية

القطاع الدائري (بالأصفر) والقطاع الزائدي (الشكل الأحمر + الشكل الأصفر). الدائرة والقطع الزائد الذي يمسها عند (1,1) يعرضان هندسة الدوال الدائرية بدلالة مساحة القطاع الدائري u والدوال الزائدية اعتمادًا على مساحة القطاع الزائدي u.

تمثل الدوال الزائدية امتدادًا لحساب المثلثات خارج الدوال الدائرية. كلا النوعين يعتمد على عُمدة، إما زاوية دائرية أو زاوية زائدية.
بما أن مساحة قطاع دائري له نصف قطر r وزاوية u تساوي r2u/2، ستكون مساويا لـu عندما يكون r = √2. في الرسم التخطيطي، تكون مثل هذه الدائرة مماسية للقطع الزائد الذي معادلته xy = 1 في (1,1). تمثل القطاع الأصفر والأحمر مساحة ومقدار زاوية. وبالمثل، فإن القطاعات الصفراء والحمراء معا تمثل مساحة ومقدار زاوية زائدية.
يبلغ طول ساقي المثلثين القائمين التي تحتوي على الوتر على الشعاع المحدد للزوايا √2 مرة الدوال الدائرية والزائدية.
الزاوية الزائدية هي مقياس ثابت بالنسبة إلى الدوران الزائدي [الإنجليزية]، تمامًا كما تكون الزاوية الدائرية ثابتة تحت الدوران الدائري.
تعطي دالة غودرمان (تكامل دالة القاطع الزائدية والتي تساوي {\displaystyle \operatorname {gd} x=\arcsin \left(\tanh x\right)=\arctan(\sinh x)}) علاقة مباشرة بين الدوال الدائرية والدوال الزائدية التي لا تتضمن أعدادًا مركبة.
الرسم البياني للدالة cosh (x/a) هو عبارة عن سلسلي، وهو منحنى يتكون من سلسلة منتظمة ووقابلة للانثناء ومعلقة بِحُرية بين نقطتين ثابتتين تحت ثقل منتظم.

## علاقاتها بالدوال الأسية
تحليل الدالة الأسية في أجزائها الزوجية والفردية يعطي المتطابقات التالية:
{\displaystyle e^{x}=\cosh x+\sinh x\!}
تشبه الأولى صيغة أويلر.
{\displaystyle e^{-x}=\cosh x-\sinh x.\!}
بالإضافة إلى
{\displaystyle e^{x}={\sqrt {\frac {1+\tanh x}{1-\tanh x}}}={\frac {1+\tanh {\frac {x}{2}}}{1-\tanh {\frac {x}{2}}}}}

## الدوال الزائدية للأعداد المركبة
لما كانت الدالة الأسية قابلة للتعريف على أي عدد مركب يمكن توسيع التعاريف للوسائط المركبة. الدوال sinh z و cosh z هي إذن تامة الشكل.
وتعطى علاقاتها مع الدوال المثلثية بصيغة اويلر للأعداد المركبة:
{\displaystyle e^{ix}=\cos x+i\;\sin x}
{\displaystyle e^{-ix}=\cos x-i\;\sin x}
وعليه:
{\displaystyle {\begin{aligned}\cosh(ix)&={\frac {1}{2}}\left(e^{ix}+e^{-ix}\right)=\cos x\\\sinh(ix)&={\frac {1}{2}}\left(e^{ix}-e^{-ix}\right)=i\sin x\\\cosh(x+iy)&=\cosh(x)\cos(y)+i\sinh(x)\sin(y)\\\sinh(x+iy)&=\sinh(x)\cos(y)+i\cosh(x)\sin(y)\\\tanh(ix)&=i\tan x\\\cosh x&=\cos(ix)\\\sinh x&=-i\sin(ix)\\\tanh x&=-i\tan(ix)\end{aligned}}}
وبالتالي، تعد الدوال الزائدية دوالاً دورية ذات دورة {\displaystyle 2\pi i} ({\displaystyle \pi i} بالنسبة لدالتي الظل وظل التمام الزائديتين).
إن مقارنة هذه التمثيلات البيانية للدوال الزائدية المركبة (العقدية) الواردة أدناه مع تلك التمثيلات الخاصة بالدوال المثلثية توضح العلاقات بينهما.
|                                          |                                          |                                          |                                          |                                          |                                          |
| {\displaystyle \operatorname {sinh} (z)} | {\displaystyle \operatorname {cosh} (z)} | {\displaystyle \operatorname {tanh} (z)} | {\displaystyle \operatorname {coth} (z)} | {\displaystyle \operatorname {sech} (z)} | {\displaystyle \operatorname {csch} (z)} |

## تطبيقات الدوال الزائدية
لاتقل هذه الدوال شأنا عن الدوال المثلثية، إذ يمكن استخدامها في بعض مسائل التكامل كتعويض مناسب لإيجاد الحل، كما نشأت في بعض المعادلات التفاضلية الخطية كحل عام كما هو الحال في معادلة لابلاس في الإحداثيات الكارتيزية والتي أصبح لها تطبيقات عديدة في الفيزياء. في علم الميكانيكا أيضا كان حساب طول السلاسل المعلقة بشكل حر يجري بشكل متسلسلة قبل التوصل لهذه الدوال.
تنمذج محددات خطوط نقل الكهرباء بواسطة دالتي الجيب وجيب التمام الزائديتان.